# Saint-Bonnet-en-Champsaur
Saint-Bonnet-en-Champsaur je naselje in občina v jugovzhodnem francoskem departmaju Hautes-Alpes regije Provansa-Alpe-Azurna obala. Leta 2006 je naselje imelo 1.645 prebivalcev.

## Geografija
Kraj leži v pokrajini Daufineji ob reki Drac, 15 km severno od središča departmaja Gapa. V bližini se nahaja francoski narodni park Écrins.

## Administracija
Saint-Bonnet-en-Champsaur je sedež istoimenskega kantona, v katerega so poleg njegove vključene še občine Ancelle, Bénévent-et-Charbillac, Buissard, Chabottes, Les Costes, La Fare-en-Champsaur, Forest-Saint-Julien, Les Infournas, Laye, La Motte-en-Champsaur, Le Noyer, Poligny, Saint-Eusèbe-en-Champsaur, Saint-Julien-en-Champsaur, Saint-Laurent-du-Cros, Saint-Léger-les-Mélèzes in Saint-Michel-de-Chaillol s 6.059 prebivalci.
Kanton je sestavni del okrožja Gap.